# Coffee House (balletto)
Coffee House è un balletto jazz televisivo con musiche originali di Henry Mancini, ricavate da quelle del suo programma televisivo Peter Gunn, e coreografie di Gene Kelly ed eseguito in occasione della prima dello show dello stesso Kelly nel 1959, in cui Kelly interpreta il protagonista.
Il balletto fu commissionato da Kelly a Mancini stesso per il suo programma e fu presentato con Kelly stesso nel cast assieme alle ballerine Claude Bessy (Paris Opera Ballet), Gerd Andersson (Royal Swedish Ballet) e Judith Dornys (Berlin Opera Ballet).

## La trama del balletto
Il balletto comincia con una sirena della polizia, i fischi e dei colpi di pistola. Una donna urla, un delitto è accaduto, e quindi spetta al detective privato Peter Gutt risolverlo. Tutto succede al Coffee House, dove si può anche trovare la Cha-Cha Gang.

## Organico
L'organico del balletto è formato da un'orchestra jazz, tipica delle composizioni di Mancini, ed essa è formata da:
- flauti
- ottavino
- oboi
- corno inglese
- clarinetti
- fagotti
- contrabbasso
- corni
- trombe
- tromboni
- tuba
- timpani
- percussioni
- pianoforte
- batteria
- archi

## Personaggi
I personaggi principali del balletto sono principalmente tre, il detective Peter Gutt, la Femme Fatale e la Cha-Cha Gang, che il protagonista scopre stupefatto, dicendo ''E quindi questa sarebbe la famosa Cha-Cha Gang?!''. Nel balletto si trovano anche dei ballerini d'accompagnamento.